# Hans Wolfgang Kohlschütter
Hans Wolfgang Kohlschütter (* 19. Juli 1902 in Straßburg; † 8. Januar 1986 in Darmstadt) war ein deutscher Chemiker, Professor und Rektor an der TH Darmstadt. 

## Leben
Er war der Sohn des Chemieprofessors in Straßburg (und später in Bern) Volkmar Kohlschütter und stammte wie dieser aus einer bekannten sächsischen Familie. Kohlschütter studierte Chemie in Bern, Dresden und München und wurde 1926 in Bern bei Fritz Bruno Ephraim mit der Arbeit Zur Chemie fester Körper: Beobachtungen an Formen des Quecksilberjodids und des Schwefels promoviert. Danach war er bei Hermann Staudinger in Freiburg im Breisgau und habilitierte sich dort 1930. Damals befasste er sich mit Makromolekularer Chemie, wandte sich dann aber der Kolloidforschung zu und dem von seinem Vater 1919 eingeführten Forschungsgebiet der Topochemie. Er forschte nach der Habilitation an der Princeton University (über heterogene Katalyse) und wurde 1934 Privatdozent und 1939 außerordentlicher Professor an der TH Darmstadt. Er war auch von 1941 bis 1944 Mitglied des Nationalsozialistischen Deutschen Dozentenbundes (NSDDB). 1943 wurde er ordentlicher Professor für anorganische und analytische Chemie und war Direktor des von ihm mit gegründeten Eduard Zintl Instituts. 
Kohlschütter war nach Aufhebung der Mitgliedersperre zum 1. Mai 1937 der NSDAP beigetreten (Mitgliedsnummer 5.900.562). In den 1940er Jahren leitete er die Kreisgruppe Darmstadt/Gau Hessen-Nassau der Vereinigung deutscher Chemiker (VDCh). 
Von 1951 bis 1953 war er Rektor der TH Darmstadt.
Er engagierte sich insbesondere für die Kolloidchemie und untersuchte neben den erwähnten Arbeitsgebieten besonders Feindispersionen und poröse Festkörper und entwickelte Trennsäulen auf Basis von Kieselsäuregel für gelöste Ionen.
Er war 1961 bis 1969 Aufsichtsratsvorsitzender und 1964 bis 1977 Mitglied des Gesellschafterrates der Pharmafirma Merck KGaA.
Kohlschütter starb im Alter von 83 Jahren in Darmstadt. Er war in erster Ehe seit 1930 mit Lenelore Sprenger und in zweiter Ehe seit 1951 mit Margarete Kohlschütter geb. Groos (1921–2015) verheiratet.

## Ehrungen
- 1975 erhielt er den Thomas-Graham-Preis der Kolloid-Gesellschaft.

## Schriften
- Herausgeber: Kolloidchemie heute,  Vorträge gehalten auf der 27. Hauptversammlung der Kolloidgesellschaft in Darmstadt vom 30. September bis 3. Oktober 1975, 2 Bände, Darmstadt: Steinkopff, 1976.
- Anorganische Chemie,  Leipzig: Quelle & Meyer, 1937.